# László Mihályfi
László Mihályfi (ur. 21 września 1939 w Mezőkeresztes) – węgierski lekkoatleta specjalizujący się w biegach sprinterskich, uczestnik letnich igrzysk olimpijskich w Tokio (1964).

## Sukcesy sportowe
- trzykrotny mistrz Węgier w biegu na 100 m – 1966, 1967, 1969
- sześciokrotny mistrz Węgier w biegu na 200 m – 1961, 1963, 1965, 1966, 1968, 1969
- trzykrotny mistrz Węgier w biegu na 400 m – 1965, 1967, 1968[1]

| Rok  | Miasto       | Zawody             | Konkurencja                 | Wynik                     |
| ---- | ------------ | ------------------ | --------------------------- | ------------------------- |
| 1961 | Sofia        | letnia uniwersjada | bieg na 100 m bieg na 200 m | brązowy medal złoty medal |
| 1963 | Porto Alegre | letnia uniwersjada | sztafeta 4 × 100 m          | złoty medal               |
| 1965 | Budapeszt    | letnia uniwersjada | sztafeta 4 × 400 m          | srebrny medal             |

## Rekordy życiowe
- bieg na 100 m – 10,3 – 1966